# Wilhelm Gliese
Wilhelm Gliese (* 21. Juni 1915 in Goldberg, Provinz Schlesien; † 12. Juni 1993 in Eberbach) war ein deutscher Astronom.

## Leben
Gliese studierte ab 1933 an der Universität Breslau Astronomie, Mathematik und Physik, danach in Berlin, wo er auch am Astronomischen Rechen-Institut arbeitete. Nach der Rückkehr aus sowjetischer Kriegsgefangenschaft 1949 war er Angestellter am Astronomischen Rechen-Institut in Heidelberg. Bis 1954 war er Mitarbeiter am Astronomischen Jahrbuch, von 1957 an bis zu seiner Pensionierung war er am Fundamentalkatalog 4 und FK5 beteiligt.
Er ist für den Catalogue of Nearby Stars (Katalog naher Sterne) bekannt, der 1969 erschien. 1951 hatte Peter van de Kamp ihn dazu angeregt, einen Katalog sonnennaher Sterne zusammenzustellen und dabei die Grenze von fünf Parsec (mit rund 40 Objekten) auf das Vierfache (mit über 1.000 Sternen) zu erweitern. Eine erste Version dieses Katalogs mit Objekten bis zu 20 Parsec erschien 1957. Die Ausgabe von 1969 (mit über 2.000 Objekten) reichte bis 22 Parsec. Diese Gliese-Kataloge waren die Grundlage wesentlicher weiterer Untersuchungen zur Verteilung, Zusammensetzung und Kinematik massearmer Sterne in der Nachbarschaft der Sonne.
Nach ihm ist der Asteroid (1823) Gliese benannt; ferner der Stern Gliese 710, von dem Gliese erkannte, dass er sich der Erde nähert und in ca. 1,3 Millionen Jahren sehr nahe an unserer Sonne vorbeiziehen wird.